# 近藤みやび
近藤 みやび（こんどう みやび、1993年〈平成5年〉7月30日 - ）は、日本のタレント、グラビアモデル、レースクイーンである。埼玉県所沢市出身。愛称は「みやびん」。

## 略歴

### 芸能界入りからWeds Sportレースクイーンまで
5歳から20歳までダンスを習い、EXPGでレッスンを受けていたこともある。高校卒業後はブライダルの専門学校に通っていたが、ダンスを諦めた際にスクールの薦めでモデル業を開始。2015年、SUPER GT「TEAM MACH マッハ車検ギャル」としてレースクイーンデビュー。当時22歳であった。
2016年、ワンエイトの先輩だった永瀬あやから引き継ぐ形で、アップガレージ「ドリフトエンジェルス」のメンバーとなる。同年6月のレッドブル・エアレース・ワールドシリーズ千葉大会では、ピーター・ポドランセック（No.37 ピーター・ポドランセックレーシング）のエアレースクイーンを務めた。ちなみに同年のエアレースで共働した佐崎愛里とは、この年と2017年のスーパー耐久で「HubAuto Girls」として活動していた。
ドリエン卒業後の2017年は、SUPER GT「ARTA GALS」として阿比留夏海（現：阿比留あんな）等と共に活動したが、翌年以降のARTAのイメージ転換により、オレンジコスのARTA GALSはこの年で見納めとなってしまう。
2018年2月、SUPER GT500クラス「Weds Sport（RACING PROJECT BANDOH）」のレースクイーンに就任。サーキットでのRQ活動のみならず、Weds関連のイベントにも多数出演した。また2018年のスーパーフォーミュラでは「KCMGエンジェルス」としてスポット参加。同年と2019年のスーパー耐久では「Adenau Racing Girls」も務めていた。

### レースクイーン・オブ・ザ・イヤー受賞
2019年はSUPER GT「LEXUS TEAM au TOM'S “auサーキットクイーン”」、スーパーフォーミュラ「TOM's Lady」を務め、翌2020年2月27日には、『レースクイーン・オブ・ザ・イヤー'19-'20』通算20人目の受賞者に選ばれる。ワンエイトプロモーション所属者としては2008年（'07-'08）の相川友希（現在は退所）以来12年ぶり、埼玉県出身者としては2013年（'12-'13）の青山めぐ（入間市出身）以来7年ぶり・都道府県別としては最多となる4人目のレースクイーン・オブ・ザ・イヤー受賞者となった。受賞決定時には初代（2000年度）受賞者で、事務所の先輩でもある吉岡美穂が近藤に記念トロフィーを手渡した。
2020年以降は、スリーライズ所属の央川かこと共に、SUPER GT500クラス「auサーキットクイーン」を継続。また2020年と2021年のスーパーフォーミュラも「TOM'S Lady」として継続参加したが、2022年は「TOM'S TEAM ATTENDANT」となっている。
2020年7月17日には自身初のイメージDVD『Miyabi』を発表。同12月20日には2作目となる『Elegant』をリリースしている。また2021年は地元・所沢市の西武園競輪場のイメージキャラクターに当たる「大宮・西武園競輪アンバサダー」も務める一方、同年7月31日 - 8月1日のスーパー耐久オートポリス戦では、葉月美優と五十嵐みさのアンダーとして「muta racing fairies」（ST-1クラス・38号車）に参加した。
2022年1月1日、自身のYouTubeチャンネルを開設。3作目のイメージDVD『Fabulous』発売3日後の同年2月24日、『レースクイーン・オブ・ザ・イヤー'21-'22』において、史上初となる2度目の受賞が発表された。またこの年は「raffinee Lady」としてスーパー耐久のレースクイーンも担当する。
2023年1月1日、自身のSNSを更新し2022年12月31日をもってワンエイトプロモーションとのマネジメント契約が終了し円満退社したことを報告。今後はフリーランスで活動することを併せて報告した。

## 人物・エピソード
- 趣味は犬と遊ぶこと、ボウリング、早着替え。
- 好きな色は紫 [28]。
- キノコ類が大の苦手[28]。
- ダンススクールと専門学校に通っていた為モータースポーツには全く興味がなかったが、たまたま遊んだパチスロ（平和「ラブ嬢」[29]）の画面で水谷望愛に心を奪われ、後日調べるとレースクイーンだったことがレースクイーンになるきっかけだったという[30]。レースクイーン初年となる2015年の終わりに水谷に会え、ツーショット写真も撮ってもらえたことで目的は達成[29]。しかしこの頃になるとメカニックの仕事や戦略などレースの世界自体にも興味が出たため、レースクイーン業を続投。しかし2年目はチームが決まらずオーディション地獄に陥り、交通費貧乏に[29]。やっと決まったチームでは歌って踊ることを求められ、レースは最初と終わりに関わるだけであった。もっとレースに近い距離で活動がしたいと、翌年からは活動内容も吟味するようになったという[29]。
- 『アウト×デラックス』に脇阪寿一イチオシのレースクイーンとして藤木由貴、太田麻美と共に紹介。スタジオに現れた近藤にマツコ・デラックスは「アウトに銀座の風がきた、六本木じゃないわ。」と大興奮だった。[31]

- WedsのRQの前任者（2017年度）で、同じ埼玉県出身の木村理恵とTEAM TOM'SのRQ[注 3]を務めた関係から、2020年の東京オートサロン[32]と名古屋オートトレンドでは、近藤と木村が「TOM'S Lady」として出演[33]。翌2021年1月17日に配信開催した『TOM'S SALON 2021』[注 4]や後述の『MOTORZONE tv』にも出演した。TOM'S Ladyのコスチュームカラーは近藤が黒[11]で、木村が銀色[ブログ 5][注 5]であったが、2022年のオートサロン出演時は2021年のサーキットで着用した黒系デザインのコスチュームに統一されていた[35]。
- 将来の夢は「東京ガールズコレクションのランウェイを歩くこと」[36]。
- 地元所沢に愛着を持ち、目標の一つに「所沢の看板を背負うこと」を挙げている。所沢のいい点として挙げているのは、緑の多さと都心までのアクセスの良さ、もうひとつは埼玉県なのでパチスロが等価交換であること[29]。

## 活動

### レースクイーン
| 年     | カテゴリー                                          | チーム名                                                             | 他メンバー |
| ------ | --------------------------------------------------- | -------------------------------------------------------------------- | --- |
| 2015年 | SUPER GT                                            | TEAM MACH「マッハ車検ギャル」                                        | 佐藤衣里子、長崎ちほみ、加藤愛純                                                                                         |
| 2016年 | SUPER GT                                            | アップガレージ「ドリフトエンジェルス」                               | 斉藤絢女（キャプテン） 瀬野ユリエ、安田七奈                                                                              |
| 2016年 | 2016年レッドブル・エアレース・ワールドシリーズ 千葉 | ピーター・ポドランセック（No.37 ピーター・ポドランセックレーシング） | 西村いちか、林紗久羅、森園れん、斉藤絢女、瀬野ユリエ、田中梨乃、岩瀬香奈、河瀬杏美、藤木由貴、安田七奈、宮越愛恵、小山桃 |
| 2016年 | スーパー耐久                                        | Hub Auto Racing「HubAuto Girls」                                     | 佐崎愛里 |
| 2017年 | SUPER GT                                            | ARTA GALS                                                            | 阿比留夏海、宮崎あみ、成海梓                                                                                             |
| 2017年 | スーパー耐久                                        | Hub Auto Racing「HubAuto Girls」                                     | 佐崎愛里 |
| 2018年 | SUPER GT                                            | Weds Sport RACING PROJECT BANDOH レースクイーン                      | 山本成美、小山桃 |
| 2018年 | スーパー耐久                                        | Adenau Racing Girls                                                  | 結城みい |
| 2018年 | スーパーフォーミュラ                                | KCMGエンジェルス                                                     | [ ブログ 2 ] |
| 2019年 | スーパー耐久                                        | Adenau Racing Girls                                                  | 結城みい |
| 2019年 | SUPER GT                                            | LEXUS TEAM au TOM'S auサーキットクイーン                             | 羽瀬萌 |
| 2019年 | スーパーフォーミュラ                                | VANTELIN TEAM TOM'S “TOM'S Lady”                                     | [ 11 ] |
| 2020年 | SUPER GT                                            | TGR au TEAM TOM'S auサーキットクイーン                               | 央川かこ |
| 2020年 | スーパーフォーミュラ                                | VANTELIN TEAM TOM'S “TOM'S Lady”                                     | [ ブログ 4 ] |
| 2021年 | SUPER GT                                            | TGR au TEAM TOM'S auサーキットクイーン                               | 央川かこ |
| 2021年 | スーパーフォーミュラ                                | Kuo VANTELIN TEAM TOM'S “TOM'S Lady”                                 | [ 17 ] |
| 2022年 | SUPER GT                                            | TGR au TEAM TOM'S auサーキットクイーン                               | 央川かこ |
| 2022年 | スーパーフォーミュラ                                | Kuo VANTELIN TEAM TOM'S “TOM'S TEAM ATTENDANT”                       | [ 16 ] |
| 2022年 | スーパー耐久                                        | TEAM ZEROONE（ST-3クラス・25号車） “raffinee Lady”                   | 藤井マリー、さかいゆりや、広瀬晏夕                                                                                       |

### ラウンドガール
- K-1ガールズ（2015年12月[ブログ 8][3] - 2017年[37]）
- REBELSラウンドガール（2019年6月[注 6] - 現在[38]）

## 作品

### DVD
- Miyabi（2020年7月17日発売／イーネット・フロンティア）[18]
- Elegant（2020年12月20日発売／ラインコミュニケーションズ）[19]
- Fabulous（2022年2月21日発売／イーネット・フロンティア）[22]

## 出演

### テレビ番組
- ニンゲン観察バラエティ モニタリング（TBS系、2016年7月28日放送） 
「もしも偉い人の娘が自分に迫ってきたら…?」でコロコロチキチキペッパーズと共演[ブログ 9][39]。
- 全力坂（テレビ朝日、2016年11月24日放送[ブログ 10]、11月29日[40]）
- アウト×デラックス（フジテレビ系、2018年6月14日放送[31]）
- タモリ倶楽部（テレビ朝日、2020年5月2日放送）- ジーンズファイト 美女vsスキニー（優勝）[動画 4]
- 激!今夜もドル箱（テレビ東京、2021年1月13日放送ゲスト[41]）
- MOTORZONE tv（岐阜放送・奈良テレビ放送・群馬テレビ・テレビ和歌山）
第73回（2021年2月17日未明[注 7]）で木村や今井優杏と共にGRヤリス・ハリアーを紹介[42]。
- 浜ちゃんが!（2022年5月11日、読売テレビ）- テレビに出たい爆走娘ダービー!

### CM
- 焼肉飯店 京昌園「焼肉戦隊　ジェラシー編」（2018年・静岡県ローカル） - 加納葉月と共演[ブログ 11]
- 南州ホーム（2023年 - 、神奈川県ローカル） - 山田まりやと共演[43]

### イベント
| 出演年        | 出演ブース     | 備考                           |
| ------------- | -------------- | ------------------------------ |
| 2016年        | CLIMATE SUW    | 宮越愛恵、白石ゆうかと共演     |
| 2017年        | アップガレージ | ドリフトエンジェルスとして出演 |
| 2018年        | TOM'S LUB Lady | 小越しほみと共演               |
| 2019年        | Weds Sport     | 小山桃、山本成美と共演         |
| 2020年 2022年 | TOM'S Lady     | 木村理恵と共演                 |

| 出演年 | 出演ブース  | 備考               |
| ------ | ----------- | ------------------ |
| 2016年 | KONGZHONG   | [ 44 ]             |
| 2017年 | サムスンSSD | [ 45 ]             |
| 2019年 | サムスンSSD | 藤井マリーとも共演 |

| 出演年 | 出演ブース                                | 備考             |
| ------ | ----------------------------------------- | ---------------- |
| 2018年 | 名古屋トヨペットブース 「TOM'S LUB Lady」 | 小越しほみと共演 |
| 2020年 | 名古屋トヨペットブース 「TOM'S Lady」     | 木村理恵と共演   |